# Lee Jung-eun
Đây là một tên người Triều Tiên, họ là Lee.
Lee Jung-eun (sinh ngày 16 tháng 12 năm 1969) là một nữ diễn viên người Hàn Quốc. Cô được biết đến trên toàn thế giới với vai quản gia Moon-gwang trong Parasite - bộ phim hài đen đoạt giải Oscar năm 2019.

## Danh sách phim tham gia

### Điện ảnh
| Năm  | Tựa                                    | Vai                                  |
| ---- | -------------------------------------- | ------------------------------------ |
| 2000 | A Masterpiece In My Life               | Jin-won's wife                       |
| 2001 | Wanee & Junah                          | Producer                             |
| 2009 | If You Were Me 4                       |                                      |
| 2009 | Mother                                 | Người thân của Ah-jeong              |
| 2013 | Born to Sing                           | Dong-soo's aunt                      |
| 2013 | The Attorney                           | Former landlord                      |
| 2013 | Bug                                    | Mom                                  |
| 2014 | A Girl at My Door                      | Neighborhood woman                   |
| 2014 | Cart                                   | Cashier                              |
| 2014 | A Dynamite Family                      | Women's society                      |
| 2015 | Detective K: Secret of the Lost Island | Middle aged woman                    |
| 2015 | Granny's Got Talent                    | Grandmother shaman's daughter-in-law |
| 2015 | The Exclusive: Beat the Devil's Tattoo | Innkeeper                            |
| 2015 | Summer Snow                            | Woman from Hwasun                    |
| 2016 | Mood of the Day                        | Rainbow restaurant aunt              |
| 2016 | A Violent Prosecutor                   | Middle aged female canvasser         |
| 2016 | Like for Likes                         | Real estate middle aged woman        |
| 2016 | 4th Place                              | Owner of covered wagon               |
| 2016 | Time Renegades                         | High school teacher                  |
| 2016 | The Wailing                            | Deok-gi's wife                       |
| 2016 | With or Without You                    | BBQ restaurant part-timer            |
| 2016 | A Break Alone                          | Past yoga institute                  |
| 2017 | New Trial                              | Oh Mi-ri                             |
| 2017 | The Sheriff in Town                    | Yong-hwan's wife                     |
| 2017 | Okja                                   | Okja's voice / Wheelchair woman      |
| 2017 | The Battleship Island                  | Women's society chairman             |
| 2017 | A Taxi Driver                          | Hwang Tae-sool's wife                |
| 2017 | Yakiniku Dragon                        | Go Young-sun                         |
| 2018 | Adulthood                              | Judge                                |
| 2018 | Miss Baek                              | Massage shop owner                   |
| 2018 | Hello                                  | (phim ngắn)                          |
| 2019 | Mal-Mo-E: The Secret Mission           | Jeju teacher (cameo)                 |
| 2019 | Another Child                          | Breakwater middle-aged woman         |
| 2019 | Parasite                               | Moon-gwang                           |
| 2019 | Let Us Meet Now                        | Jung-eun                             |

### Phim truyền hình
| Năm       | Tựa                                                | Vai                                            | Kênh          |
| --------- | -------------------------------------------------- | ---------------------------------------------- | ------------- |
| 2013      | The Queen's Classroom                              | Seon-yeong's mother                            | MBC           |
| 2013      | Blue Tower ZERO                                    | Jong-hoon's mother                             | tvN           |
| 2013      | Royal Villa                                        |                                                | JTBC          |
| 2013–2014 | Shining Romance                                    |                                                | MBC           |
| 2014      | Cunning Single Lady                                | Beauty parlor boss (cameo)                     | MBC           |
| 2014      | High School King of Savvy                          | Soo-yeong's mother                             | tvN           |
| 2014      | My Lovely Girl                                     |                                                | SBS           |
| 2014      | Only Love                                          | Park Soon-ja                                   | SBS           |
| 2015      | Who Are You: School 2015                           | Yeong-eun's mother (cameo, ep. 2–3)            | KBS2          |
| 2015      | Oh My Ghost                                        | Shaman in Seobinggo-dong                       | tvN           |
| 2015      | My Fantastic Funeral                               | Mi-soo's aunt                                  | SBS           |
| 2015      | Awl                                                | Kim Jeong-mi                                   | JTBC          |
| 2015–2016 | Remember                                           | Yeon Bo-mi                                     | SBS           |
| 2016      | The Cravings 2                                     | Mom                                            | Naver TV Cast |
| 2016      | Pied Piper                                         | Oh Ha-na                                       | tvN           |
| 2016      | Hey Ghost, Let's Fight                             | Apartment chairwoman                           | tvN           |
| 2016      | Don't Dare to Dream                                | Doctor (cameo)                                 | SBS           |
| 2016      | The Gentlemen of Wolgyesu Tailor Shop              | Geum Chon-daek                                 | KBS2          |
| 2016      | KBS Drama Special: Noodle House Girl               | Ok-sim                                         | KBS2          |
| 2016–2017 | Weightlifting Fairy Kim Bok-joo                    | Joon-hyeong's mother                           | MBC           |
| 2017      | Tomorrow, With You                                 | Cha Boo-sim                                    | tvN           |
| 2017      | Ice Bing-gu                                        | Lee Jeong-eun                                  | MBC           |
| 2017      | Bad Thief, Good Thief                              | Kwon Jeong-hee                                 | MBC           |
| 2017      | Fight for My Way                                   | Geum-bok                                       | KBS2          |
| 2017      | Someone Noticeable                                 | Kim Jin-yeong (cameo)                          | JTBC          |
| 2017      | While You Were Sleeping                            | Jae-chan's mother                              | SBS           |
| 2017      | KBS Drama Special: Buzz Cut's Date                 | Yeong-hee                                      | KBS2          |
| 2017      | Drama Stage: Assistant Manager Park's Private Life |                                                | tvN           |
| 2018      | Nice Witch                                         | Chief (cameo)                                  | SBS           |
| 2018      | Ms. Hammurabi                                      | Couple manager (cameo)                         | JTBC          |
| 2018      | Mr. Sunshine                                       | Go Ae-shin's loyal maid                        | tvN           |
| 2018      | Familiar Wife                                      | Woo-jin's mother                               | tvN           |
| 2018      | My Strange Hero                                    | Mother of a Your Request client (cameo, ep. 4) | SBS           |
| 2019      | Dazzling                                           | Kim Hye-ja's mother                            | JTBC          |
| 2019      | Welcome to Waikiki 2                               | Kimbap Heavenly owner (cameo, ep. 3)           | JTBC          |
| 2019      | When the Devil Calls Your Name                     | Cameo                                          | tvN           |
| 2019      | Hell Is Other People                               | Eom Bok-soon                                   | OCN           |
| 2019      | When the Camellia Blooms                           | Jo Jung-sook                                   | KBS2          |
| 2020      | My Holo Love                                       | So-yeon's mother                               | Netflix       |
| 2021      | Trường luật (Law School)                           | Kim Eun-sook                                   | JTBC          |